# Сивко, Виталий Иосифович
Вита́лий Ио́сифович Сивко́ (15 ноября 1953 года, Выхилевка — 20 апреля 2007, Киев) — советский и украинский скульптор. Заслуженный художник Украины (1996).

## Биография
Виталий Сивко родился 15 ноября 1953 года в Выхилевке. В 1988 году окончил Киевский государственный художественный институт.
С 1994 года — член Национального союза художников Украины.
С 1996 года — Заслуженный художник Украины. Работал проректором Киевского института декоративно-прикладного искусства и дизайна. Одновременно с работой проректора вёл преподавательскую деятельность. 16 апреля 2007 года был назначен на должность ректора Киевского института декоративно-прикладного искусства и дизайна, однако через четыре дня скончался от сердечной недостаточности. Скульптор похоронен на участке № 33 Байкового кладбища в Киеве.

## Реализованные проекты
Автор многочисленных памятников в Киеве, среди которых:
- Памятник княгине Ольге (1996, в соавторстве, восстановление);
- Памятник Ярославу Мудрому (1997, в соавторстве);
- Памятник Паниковскому (1998, в соавторстве);
- Памятник Проне Прокоповне и Голохвастову (1999, в соавторстве);
- Памятник военным лётчикам (2001, в соавторстве);
- Памятник Владиславу Городецкому (2004, в соавторстве: Владимир Щур, арх. Владимир Скульский)[1].
- Скульптура Герба Киева

## Галерея
|                                          |                           |                                 |
| Памятник Проне Прокоповне и Голохвостому | Памятник Ярославу Мудрому | Памятник Владиславу Городецкому |